# CH Boadilla
CH Boadilla je hokejový klub z Boadilla del Monte ve Španělsku který hrává Španělskou hokejovou ligu. Klub byl založen roku 1979. Domovským stadionem byl Palacio de Hielo DREAMS s kapacitou 4800 diváků.

## Historie
CH Boadilla byla založena v roce 1979 jako nástupnický klub CH Madrid. Klub měl problémy ve svých prvních dvou letech v Superlize a sestoupil do divize Segunda. CH Boadilla se většinou pohybuje mezi Superligou a Segunda Division. V osmdesátých letech uhrál tým třikrát 5. místo, což jsou až do teď nejlepší klubová umístění v Superlize. Po roce 1990 se klub skládá několik sezón pouze z juniorských týmů, a do Segunda Division se vrací od sezóny 2011/2012 kdy vyhrává a další sezónu titul obhajuje.
CH Boadilla hrála i španělskou ligu žen.

## Úspěchy
- vítěz Segunda Division - 2011/2012, 2012/2013

## Účast
| Sezóna    | Liga | Z  | V  | VP | R | PP | P  | Body | Um.  | Pohár                                              |
| --------- | ---- | -- | -- | -- | - | -- | -- | ---- | ---- | -------------------------------------------------- |
| 1979/1980 | 1    | 14 | 3  |    | 0 |    | 11 | 6    | 7.   |                                                    |
| 1980/1981 | 1    | 14 | 4  |    | 0 |    | 10 | 8    | 7.   |                                                    |
| 1981/1982 | 2    |    |    |    |   |    |    |      |      | prohra ve čtvrtfinále s HC JACA 4:13               |
| 1982/1983 | 1    | 10 | 0  |    | 0 |    | 10 | 0    | 6.   |                                                    |
| 1983/1984 | 1    | 8  | 1  |    | 0 |    | 7  | 2    | 5.   |                                                    |
| 1984/1985 | 1    | 10 | 0  |    | 0 |    | 10 | 0    | 6.   |                                                    |
| 1986/1987 | 1    | 16 |    |    |   |    |    | 1    | 5.   |                                                    |
| 1988/1989 | 1    | 20 | 1  |    | 1 |    | 18 | 3    | 6.   |                                                    |
| 1989/1990 | 1    | 16 | 5  |    | 0 |    | 11 | 10   | 5.   |                                                    |
| 2011/2012 | 2    | 8  | 8  | 0  |   | 0  | 0  | 24   | 1.   |                                                    |
| 2012/2013 | 2    | 8  | 7  | 0  |   | 0  | 1  | 21   | 1.   |                                                    |
| 2013/2014 | 2    | 8  | 5  | 0  |   | 0  | 3  | 15   | 3.   |                                                    |
| 2014/2015 | 1    | 4  | 1  | 0  |   | 0  | 3  | 3    | (4.) |                                                    |
| 2014/2015 | 2    | 8  | 5  | 0  |   | 0  | 3  | 15   | 2.   |                                                    |
| 2015/2016 | 2    | 17 | 11 | 1  |   | 0  | 5  | 35   | 2.   | prohra ve čtvrtfinále s FC Barcelona 0:2 na zápasy |
| 2016/2017 | 1    | 18 | 5  | 0  |   | 0  | 13 | 15   | 5.   |                                                    |